# Amt Großräschen
Das Amt Großräschen war ein 1992 gebildetes Amt im Land Brandenburg, in dem sich acht Gemeinden in den damaligen Kreisen Calau und Senftenberg (heute Landkreis Oberspreewald-Lausitz) zu einem Verwaltungsverbund zusammengeschlossen hatten. Sitz der Amtsverwaltung war in der Stadt Großräschen. Das Amt Großräschen wurde 2001 aufgelöst, die amtsangehörigen Gemeinden in die Stadt Großräschen eingegliedert.

## Geographische Lage
Das Amt Großräschen grenzte im Norden und Nordosten an das Amt Altdöbern, im Südosten an den Freistaat Sachsen, im Süden an die amtsfreie Stadt Senftenberg und das Amt Schipkau und im Westen an das Amt Kleine Elster (Niederlausitz).

## Geschichte
Der Minister des Innern des Landes Brandenburg erteilte am 9. Juli 1992 seine Zustimmung zur Bildung des Amtes Großräschen. Als Zeitpunkt des Zustandekommens des Amtes wurde der 21. Juli 1992 festgelegt. Das Amt hatte seinen Sitz in der Stadt Großräschen und bestand zunächst aus acht Gemeinden in den damaligen Kreisen Calau und Senftenberg:
1. Allmosen
2. Freienhufen
3. Saalhausen
4. Sedlitz
5. Barzig
6. Wormlage
7. Woschkow
8. Stadt Großräschen

Am 1. März 1997 wurde die Gemeinde Sedlitz in die Stadt Senftenberg eingegliedert. Am 1. August 1997 wurde die Gemeinde Freienhufen in die Stadt Großräschen eingegliedert. Die Gemeinde Woschkow wurde am 31. Dezember 1998 in die Stadt Großräschen eingegliedert. Die Gemeinden Allmosen, Barzig, Saalhausen und Wormlage wurden zum 31. Dezember 2001 in die Stadt Großräschen eingegliedert und das Amt Großräschen aufgelöst.

## Amtsdirektor
Amtsdirektor war der Bürgermeister von Großräschen Thomas Zenker.

## Belege
1. ↑  Bildung der Ämter Vetschau, Schlieben, Angermünde-Land, GrünheideGroßräschen, Lübbenau, Unteres Dahmeland und Calau. Bekanntmachung des Ministers des Innern vom 30. Juni 1992. Amtsblatt für Brandenburg - Gemeinsames Ministerialblatt für das Land Brandenburg, 3. Jahrgang, Nummer 54, 31. Juli 1992, S. 968/9.
2. ↑  Eingliederung der Gemeinde Sedlitz in die Stadt Senftenberg. Bekanntmachung des Ministers des Innern vom 27. Februar 1997. Amtsblatt für Brandenburg - Gemeinsames Ministerialblatt für das Land Brandenburg, 8. Jahrgang, Nummer 19, 15. Mai 1997, S. 357.
3. ↑  Eingliederung der Gemeinde Freienhufen in die Stadt Großräschen. Bekanntmachung des Ministers des Innern vom 30. Juni 1997. Amtsblatt für Brandenburg - Gemeinsames Ministerialblatt für das Land Brandenburg, 8. Jahrgang, Nummer 36, 10. September 1997, S. 730.
4. ↑  Eingliederung der Gemeinde Woschkow in die Stadt Großräschen. Bekanntmachung des Ministeriums des Innern vom 18. Dezember 1998. Amtsblatt für Brandenburg - Gemeinsames Ministerialblatt für das Land Brandenburg, 10. Jahrgang, Nummer 5, 9. Februar 1999, S. 70.
5. ↑  Eingliederung der Gemeinden Allmosen, Barzig, Saalhausen und Wormlage in die Stadt Großräschen. Bekanntmachung des Ministeriums des Innern vom 14. Dezember 2001. Amtsblatt für Brandenburg - Gemeinsames Ministerialblatt für das Land Brandenburg, 13. Jahrgang, Nummer 1, 4. Januar 2002, S. 5 PDF.